# Andrew Capobianco
Andrew Capobianco (Mineola, 13 de outubro de 1999) é um saltador estadunidense, medalhista olímpico.

## Carreira
Capobianco conquistou a medalha de prata nos Jogos Olímpicos de Verão de 2020 em Tóquio na prova de trampolim 3 m sincronizado masculino, ao lado de Michael Hixon, após somarem 444.36 pontos.